# Danses espagnoles

Les Danses espagnoles (Danzas españolas) sont un cycle de douze danses ibériques pour piano d'Enrique Granados. Leur date de composition n'est pas certaine, bien qu'elles aient sans doute été écrites entre 1892 et 1900. Le compositeur lui-même affirmait les avoir écrites pour la plupart en 1883, alors qu'il avait à peine seize ans. 
Durée approximative : 60 minutes. 
Ce recueil ne reprend aucun thème folklorique traditionnel de l'Espagne.

## Structure
1. Minueto (allegro, en sol majeur)
2. Oriental (andante, en ut mineur)
3. Zarabanda (energico, en ré majeur)
4. Villanesca (allegretto alla pastorale, en sol majeur)
5. Andaluza ou Playera (andantino quasi allegretto, en mi mineur)
6. Rondalla aragonesa (allegretto poco a poco accelerando, en ré majeur)
7. Valenciana (allegro airoso, en sol majeur)
8. Asturiana (assai moderato, en ut majeur)
9. Mazurca (molto allegro, en si bémol majeur)
10. Tonadilla « danza triste » (allegro, en sol majeur)
11. Zambra (largo a placer, en sol mineur)
12. Arabesca (andante, en la mineur)

## Source
- François-René Tranchefort, Guide de la musique de piano et clavecin éd.Fayard 1990, p.383

## Discographie sélective
- Danses espagnoles par Alicia de Larrocha, Decca